# Iglesia de Santa María de la Asunción (Aracena)
La iglesia de Santa María de la Asunción sita en Aracena (Provincia de Huelva, España) fue construida en el siglo XVI en la zona baja de la localidad, como consecuencia del crecimiento experimentado en Aracena, dada la dificultad del vecindario para la subida hasta la vieja iglesia del castillo.

## Historia de su construcción
En el año 1528 comienzan las obras de esta iglesia de Santa María de la Anunciación, y hacia 1533 interviene en ellas Diego de Riaño, continuando las obras Juan de Calona hacia 1549. A esta fase constructiva pertenecería la capilla del reservado eucarístico, tras el retablo del Cristo de la Plaza.
Poco después, hacia 1562, otro gran arquitecto Hernán Ruiz II se hace cargo de las mismas, levantándose la Sacristía, el presbiterio, y el primer tramo del edificio.
En el año 1603 las obras del segundo tramo ya estaban terminadas, quizás de la mano de Vermondo Resta, observándose un cambio en el diseño de los pilares y las bóvedas, quedando desde entonces paralizadas las obras.
A consecuencia del Terremoto de Lisboa de 1755 el templo se deteriora seriamente, siendo constatados los daños por Pedro de Silva en 1774, y se resuelve su reparación a cargo de Antonio de Figueroa y Ruiz, entre los años 1799 y 1783.
Se menciona como iglesia parroquial del lugar en el segundo volumen del Diccionario geográfico-estadístico-histórico de España y sus posesiones de Ultramar de Pascual Madoz, donde aparece descrita con las siguientes palabras:

Inmediato á la plaza de la Constitucion se encuentra la igl. parr. bajo la advocacion de Nra. Sra. de la Asuncion, cuyo edificio consta de 1,100 varas cuadradas de superficie, y encierra algunas estátuas de mucho mérito: está servida por 2 curas propios nombrados por la corona en sede vacante, y por el arz. de Sevilla en los demas: 1 ecónomo, 8 presbiteros, 2 sochantres, un sacristan y 3 acólitos nombrados por dicha dignidad, á propuesta de los beneficiados
(Madoz, 1845, p. 372)

En 1972 la Dirección General de Bellas Artes trató de acabar las obras según el proyecto y la dirección de Rafael Manzano, quedando paralizadas éstas también pocos años después sin que se cubriera las bóvedas de sus tres últimos tramos, aunque sí se levantaron los muros perimetrales y los pilares y arcos que faltaban. Finalmente, entre 1995 y 1996 se realizan otras obras en el templo, que permiten que la superficie dedicada al culto se haya ampliado.

## Descripción
La iglesia, de grandes proporciones se construye en sillería, visible en pilares, cornisas y vanos, mampuestos y ladrillo. El primer tramo presenta al exterior un podio de granito sobre el que se asienta el muro perimetral del templo.
Presenta planta de salón y tres naves de cinco tramos, más un presbiterio poligonal al que se adosa la Sacristía en el lado de la epístola.
En la nave central, el tramo anterior al presbiterio se cubre con bóveda hemisférica dividida por nervios radiales y concéntricos en cuyas intersecciones surgen espacios cuadrangulares y circulares donde se insertan relieves con motivos de la Virgen, profetas y apóstoles. La del segundo tramo presenta sección semiesférica sobre pechinas con nervios radiales y concéntricos decorada con mosaicos de azulejos. Por su parte, las bóvedas de las naves laterales también cuentan con interesantes diseños y decoraciones.
El coro se construye a principios del siglo XX y para ello se remató un tramo más. Con la última intervención realizada se ha levantado el baptisterio y se ha ganado para el culto la parte posterior al coro.